# カマル・ソワー
カマル・ソワー（英語: Kamal Sowah、2000年1月9日 - ）は、ガーナのサッカー選手。ガーナ代表。ポジションはFW。

## 経歴

### クラブ
トライアルを経て2018年1月末日に2022年夏までの契約でレスター・シティFCに加入した。同日に同じキング・パワー傘下のOHルーヴェンに1年半の期限付き移籍が発表された。4月14日の試合でジョエリ・デケヴィに代わって投入されて選手初出場を記録した。2019年8月23日にベルギーカップで2得点しプロ初得点を記録した。
2021年8月27日に推定900万ユーロでクラブ・ブルッヘに完全移籍した。
2022年1月31日にAZアルクマールに半年の期限付き移籍をした。翌シーズンにクラブ・ブルッヘに復帰した。
2023年9月6日、スタンダール・リエージュに期限付き移籍した。
2025年2月3日、NACブレダに移籍した。

### 代表
2022年11月14日、代表出場が無かったにも関わらず2022 FIFAワールドカップのメンバーに選出され、同月17日に行われたスイス代表との親善試合で代表初出場を記録した。

## 代表歴

### 出場大会
- ガーナ代表
  - 2022 FIFAワールドカップ

### 試合数
- 国際Aマッチ 1試合 0得点（2022年）[9]

| ガーナ代表 | 国際Aマッチ | 国際Aマッチ |
| 年         | 出場        | 得点        |
| ---------- | ----------- | ----------- |
| 2022       | 1           | 0           |
| 通算       | 1           | 0           |